# Eroberung von Jinzhou
Schlacht an der Nen-Jiang-Brücke – Jiangqiao-Kampagne – Eroberung von Jinzhou – Schlacht von Harbin
Die Eroberung von Jinzhou (Chinchow) war eine Operation der Kaiserlich Japanischen Armee während der Japanischen Invasion der Mandschurei im Vorfeld des Zweiten Japanisch-Chinesischem Krieges. Im Verlaufe der vom 21. Dezember 1931 bis zum 3. Januar 1932 dauernden Operation gelang es der Japanischen Armee die Stadt Jinzhou zu erobern und unmittelbar darauf die gesamte südliche Mandschurei zu besetzen.

## Hintergrund
Ende November 1931 entsandte der Oberbefehlshaber der Kwantung-Armee, General Honjō Shigeru, etwa 10.000 Soldaten in 13 gepanzerten Zügen von Mukden aus in Richtung Jinzhou,
um dieses zu erobern. Die Truppe gelangte bis etwa 30 Kilometer vor Jinzhou, als sie den Befehl zum Rückzug erhielt. Die Operation war vom japanischen Kriegsminister General Minami Jirō abgesagt worden, da die zivile japanische Regierung unter Premierminister Wakatsuki Reijirō einem abgewandelten Plan des Völkerbunds zugestimmt hatte, welcher eine „neutrale Zone“ als Puffer zwischen der Republik China und der Mandschurei schaffen und so als Basis für eine zukünftige Chinesisch-Japanische Friedenskonferenz dienen sollte.
Die Regierung Wakatsukis scheiterte jedoch bereits kurz darauf und wurde durch eine neue unter Premierminister Inukai Tsuyoshi ersetzt, welche kein gesondertes Interesse an Gesprächen mit der Kuomintang hatte. Mit dem Scheitern der Verhandlungen beschloss die japanische Regierung, ihre Truppen in der Mandschurei zu verstärken. Noch im Dezember wurden die Reste der japanischen 20. Infanteriedivision zusammen mit der 38. gemischten Brigade der 19. Infanteriedivision aus Korea und die 8. gemischte Brigade der 10. Infanteriedivision direkt von Japan aus in die Mandschurei entsandt.
Infolge der Niederlage des chinesischen Generals Ma Zhanshan in der Provinz Heilongjiang und im Bewusstsein der neuen Verstärkungen starteten die Japaner am 21. Dezember eine neue Offensive zur Eroberung von Jinzhou. General Honjō verkündete, dass die Truppen ausrücken würden um „das Land von Banditen zu befreien“ und dass der chinesische Rückzug aus Jinzhou „nun zwingend erforderlich ist“. Die meisten dieser „Banditen“ waren dabei, Antijapanische Freiwilligenarmeen zu bilden, während einige wirkliche Banditen das Chaos nach dem Zusammenbruch der chinesischen Verwaltung im Zuge des Mukden-Zwischenfalls ausnutzten.

## Eroberung von Jinzhou
Während die restlichen japanischen Truppen und übergelaufene mandschurische Truppen von ihren Basen entlang der Südmandschurischen Eisenbahn ausrückten um die Umgebung von feindlichen Elementen zu säubern, brach von Mukden, dem Hauptquartier der japanischen Armee in der Mandschurei, die 12. Infanteriedivision bei Nacht in Richtung Jinzhou auf, um die dortigen chinesischen Truppen zum Rückzug zu zwingen. Sie wurden dabei von mehreren Schwadronen japanischer Bomber unterstützt.
Die Japaner vermuteten, dass die Chinesen in Jinzhou etwa 84.000 Soldaten, 58 Haubitzen und zwei Reihen von Grabensystemen zur Verteidigung der Stadt hätten. Die erste chinesische Verteidigungslinie bestand aus einem Grabensystem etwa 30 Kilometer vor der Stadt an der Eisenbahnbrücke über den Fluss Taling. Eine zweite Verteidigungslinie bestand aus einem Graben und Wallsystem, welches die gesamte Stadt umschloss. Auf diese Linie sollte sich zurückgezogen werden, falls die erste Linie durchbrochen würde.
Die Truppen des japanischen Generalleutnants Tamon Jirō rückten von Mukden aus langsam in Richtung Süden vor. Aufgrund des winterlichen Wetters von Temperaturen bis −30 °C waren die japanischen Truppen in weiße Tarnumhänge gehüllt. Aufklärungsflugzeuge berichteten, dass eine Truppe von etwa 3000 chinesischen „Banditen“ Verteidigungspositionen auf der Höhe von Panshan bezogen hätten. In einer Reihe kleinerer Gefechte wurden die chinesischen Truppen zurückgeschlagen. Tamon erwartete den ersten ernsthaften Widerstand erst in Goubangzi, 50 Kilometer nördlich von Jinzhou.
Am Abend des 31. Dezember 1932 hatten sich die japanischen Truppen in einer Reihe von kleinen Gefechten bis etwa 15 Kilometer vor Jinzhou vorgearbeitet. Generalleutnant Tamon ließ seine Truppen hier kurz halten um sie mit der anrückenden 2. Division zu vereinigen. Das Kriegsministerium verkündete eine Radiosendung von der finalen „Schlacht am Fluss Taling“. Zu diesem Zweck wurden vor dem japanischen Angriff Mikrophone hinter der Frontlinie aufgestellt, um den Schlachtlärm direkt nach Tokyo zu übertragen. Die Übertragung musste jedoch abgebrochen werden, da sich die chinesischen Truppen kampflos aus Jinzhou zurückzogen.
Die japanischen Truppen marschierten am 3. Januar 1932 in die Stadt ein. Aus Angst hatten die Einwohner japanische Flaggen genäht und schwenkten diese während des Einmarsches zur Besänftigung der Eroberer.

## Folgen
Auf chinesischer Seite herrschte Verwirrung. Die alte Regierung in Nanjing unter Chiang Kai-shek trat zurück und eine neue wurde unter Premierminister Sun Fo gebildet. Währenddessen zogen sich die Truppen Zhang Xueliangs ungeordnet nach Süden zur Chinesischen Mauer zurück. In Nanjing verkündete Eugene Chen, der neue Verteidigungsminister, dass seine Regierung Marschall Zhang niemals den Rückzugsbefehl, sondern, im Gegenteil, den Befehl zum Halten von Jinzhou um jeden Preis erteilt hatte.
Als Folge des demütigenden Verlustes von Jinzhou entzogen neun chinesische Generäle in verschiedenen Teilen Chinas der Regierung von Sun Fo die Unterstützung.
Einen Tag nach dem Fall Jinzhous besetzte die Kaiserlich Japanische Armee Shanhaiguan und vollendete somit die militärische Besetzung der südlichen Mandschurei.